# Danišovce
Danišovce (Hongaars: Dénesfalva) is een Slowaakse gemeente in de regio Košice, en maakt deel uit van het district Spišská Nová Ves.
Danišovce telt 522 inwoners.